# 黃精甫
黃精甫（英語：Wong, Ching-Po，1974年—），香港導演、劇作家，第三屆ifva劇情組金獎及第五屆ifva公開組優異獎得主，2005年憑電影《江湖》獲得香港電影金像獎最佳新晉導演獎得主。

## 早年
從小生長在香港的粵劇演員家庭，做過樂團結他（吉他）手。

## 事业
1997年編導他的第1部短片《我愛水龍頭》，1999年完成第2部編導作品《青梅竹馬》。
2003年執導的《福伯》為其首部電影長片。
他是曾志偉重點培養的香港青年編導人才。2004年執導的《江湖》為第一部商業作品，由曾志偉及譚詠麟投資監製，并由張學友及劉德華兩大巨星主演，令他一戰成名；此片讓他得到2005年香港電影金像獎最佳新晉導演獎。
2005年完成了《阿嫂》。
2010年和麥浚龍合作，拍攝《復仇者之死》。2011年，兩人再度合作開拍《保衛戰隊之出動喇！朋友！》（前稱《小雙俠》）。
2012年，得到王晶支持，開拍動作電影《惡戰》，由安志杰和伍允龍主演，袁和平擔任動作導演，2014年1月上映。

## 執導作品

### 獨立製作時期
- 《我愛水龍頭》（短片，43分鐘，1997年）
- 《青梅竹馬》（短片，58分鐘，1999年）
- 《唐狗與北京狗》（短片，58分鐘，2000年）
- 《福伯》（首部導演長片，83分鐘，2003年）

### 商業作品時期
| 年份 | 片名                         | 註                                             |
| 2004 | 《江湖》                     |                                                |
| 2005 | 《阿嫂》                     |                                                |
| 2010 | 《復仇者之死》               | 前稱《剖術者》                                 |
| 2011 | 《保衛戰隊之出動喇！朋友！》 | 前稱《小雙俠》                                 |
| 2014 | 《惡戰》                     | 前稱《上海灘馬永貞》                           |
| 2016 | 《拍得不錯之嚇鬼》           | 導演：曾國祥， 黃智亨， 黃精甫， 黃進， 楊龍澄 |
| 2023 | 《周處除三害》               | 首部台灣作品                                   |

### 劇集
- 《沉默的審判》（2026年）

### 短片
- 《7-11 勝在有JENNY》（2012年）

### 舞台劇
- 《唸鬼簿》（2009年）

## 獎項
| 年份   | 頒獎典禮              | 獎項     | 影片           | 結果 |
| ------ | --------------------- | -------- | -------------- | ---- |
| 2005年 | 第24屆香港電影金像獎  | 新晉導演 | 《江湖》       | 獲獎 |
| 2023年 | 第60屆金馬獎          | 最佳導演 | 《周處除三害》 | 提名 |
| 2023年 | 第60屆金馬獎          | 最佳剪輯 | 《周處除三害》 | 提名 |
| 2024年 | 第5屆台灣影評人協會獎 | 最佳劇本 | 《周處除三害》 | 提名 |
| 2024年 | 第26屆台北電影獎      | 最佳導演 | 《周處除三害》 | 提名 |
| 2024年 | 第26屆台北電影獎      | 最佳編劇 | 《周處除三害》 | 提名 |